# 普通狼逍遥蛛
普通狼逍遥蛛（学名：Thanatus vulgaris）为逍遥蛛科狼逍遥蛛属的动物。分布于朝鲜、欧洲、北美洲、北非以及中国大陆的内蒙古、新疆、西藏等地，常生活于麦、稻、玉米、棉花等农田以及菜地、果园及保护林带。该物种的模式产地在欧洲。